# Gin (Comicautor)

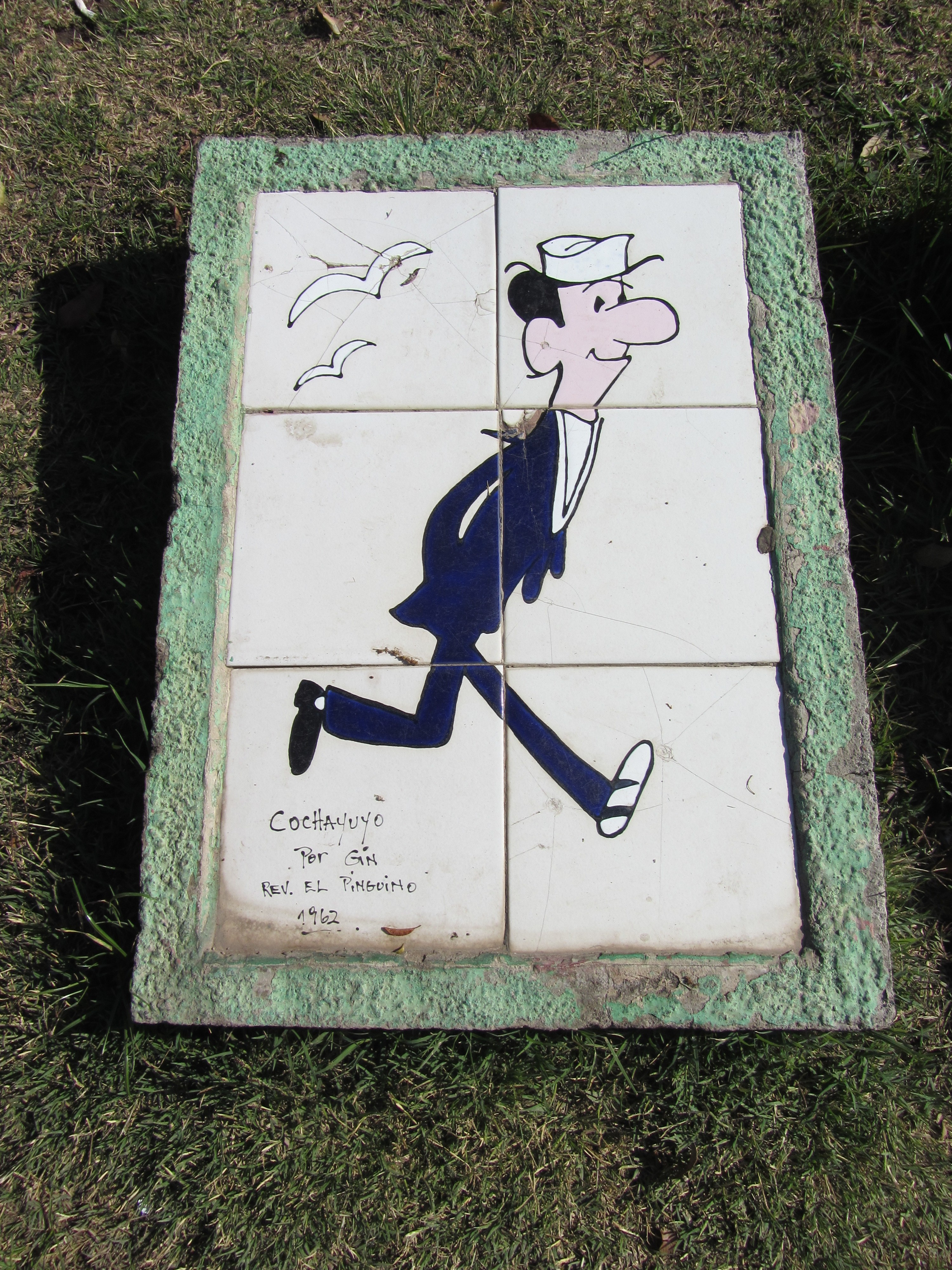
Cochayuyo, von Gin für das chilenische Magazin El Pingüino geschaffene Figur, im Parque del Cómic de San Miguel in Santiago de Chile

Jordi Ginés Soteras (* 19. Juni 1930, Barcelona; † 11. Juni 1996, Sitges) war ein spanischer Comicautor, der unter den Pseudonymen Gin und seltener Keko publizierte. Er war Herausgeber der Zeitschrift El Jueves.

## Biografie
Gins Karriere begann 1995 bei Don José, der satirischen Beilage der Tageszeitung España. Später wechselte er zu den Zeitschriften Nicolás, Florita und Yumbo, die im Verlag Ediciones Cliper erschienen. Um 1957 wurde er Autor beim Verlag Ediciones Bruguera, gemeinsam mit anderen Autoren seiner Generation wie Alfons Figueras, Francisco Ibáñez, Ángel Nadal, Roberto Segura, Martz Schmidt und Manuel Vázquez Gallego.
Nach kurzer Zeit verließ er die Ediciones Bruguera und publizierte freiberuflich über eine Agentur. Seine Arbeiten erschienen in internationalen Zeitschriften wie El Pingüino, Lui, Pardon, Playboy, Quick und Stern sowie in den spanischen Zeitschriften Barrabás und El Papus. 1966 arbeitete er am Zeichentrickfilm El mago de los sueños mit.
1982 wurde er gemeinsam mit J. L. Martín und Óscar Nebreda Teilhaber am Magazin El Jueves. Im folgenden Jahr gehörte er für kurze Zeit der Unternehmensleitung des Magazins Titanic an.
Nach seinem Tod im Jahr 1997 wurde die Stiftung Fundación Gin gegründet, die sich die Bewahrung seines künstlerischen Erbes zur Aufgabe gemacht hat. Diese Stiftung gründete und betreibt das Webcomicmuseum Humoristán.

## Werk
| Jahr | Titel                                 | Typ                                 | Publikation   |
| ---- | ------------------------------------- | ----------------------------------- | ------------- |
| 1954 | Fausto Durete                         | Serie                               | Nicolás       |
| 1955 | Mary-Paz                              | Serie                               | Florita       |
| 1955 | Miguelín y su perro Tizón             | Serie                               | Yumbo         |
| 1955 | Susi                                  | Serie                               | Florita       |
| 1957 | Jan                                   | Serie                               | Pulgarcito    |
| 1957 | Petronio López                        | Serie                               | El DDT        |
| 1957 | Las aleluyas de Pinocho               | Serie, gemeinsam mit Roberto Segura | Pinocho       |
| 195- | Vive como puedas                      | Serie                               | La Risa       |
| 1958 | Follón City                           | Serie                               | La Risa       |
| 1958 | Guillermo el Conquistador             | Serie                               | Can Can       |
| 1958 | Don Francachelo                       | Serie                               | Can Can       |
| 1959 | Renato Zapata, un chico con mala pata | Serie                               | Cadete-K.D.T. |
| 1958 | Doña Filomena Mochales                | Serie                               | Tío Vivo      |
| 1959 | Don Pícolo                            | Serie                               | Tío Vivo      |
| 1959 | Cuchipando Manduca                    | Serie                               | Tío Vivo      |
| 1959 | Ríase de...                           | Serie, Gemeinschaftsarbeit          | Tío Vivo      |
| 1961 | Fanny                                 | Serie                               | Romántica     |
| 1962 | Cochayuyo                             | Serie                               | El Pingüino   |
| 1970 | Tarzán Pérez                          | Serie                               | Bocaccio      |
| 1972 | Natalie                               | Serie                               | Flashmen      |

## Auszeichnungen
- 1997 Premio Internacional de Humor Gat Perich